# Henschtal
Henschtal là một đô thị thuộc huyện Kusel, bang Rheinland-Pfalz, phía tây nước Đức. Đô thị Henschtal có diện tích 3,46 km², dân số thời điểm ngày 31 tháng 12 năm 2006 là 346 người.